# 킨세아녜라

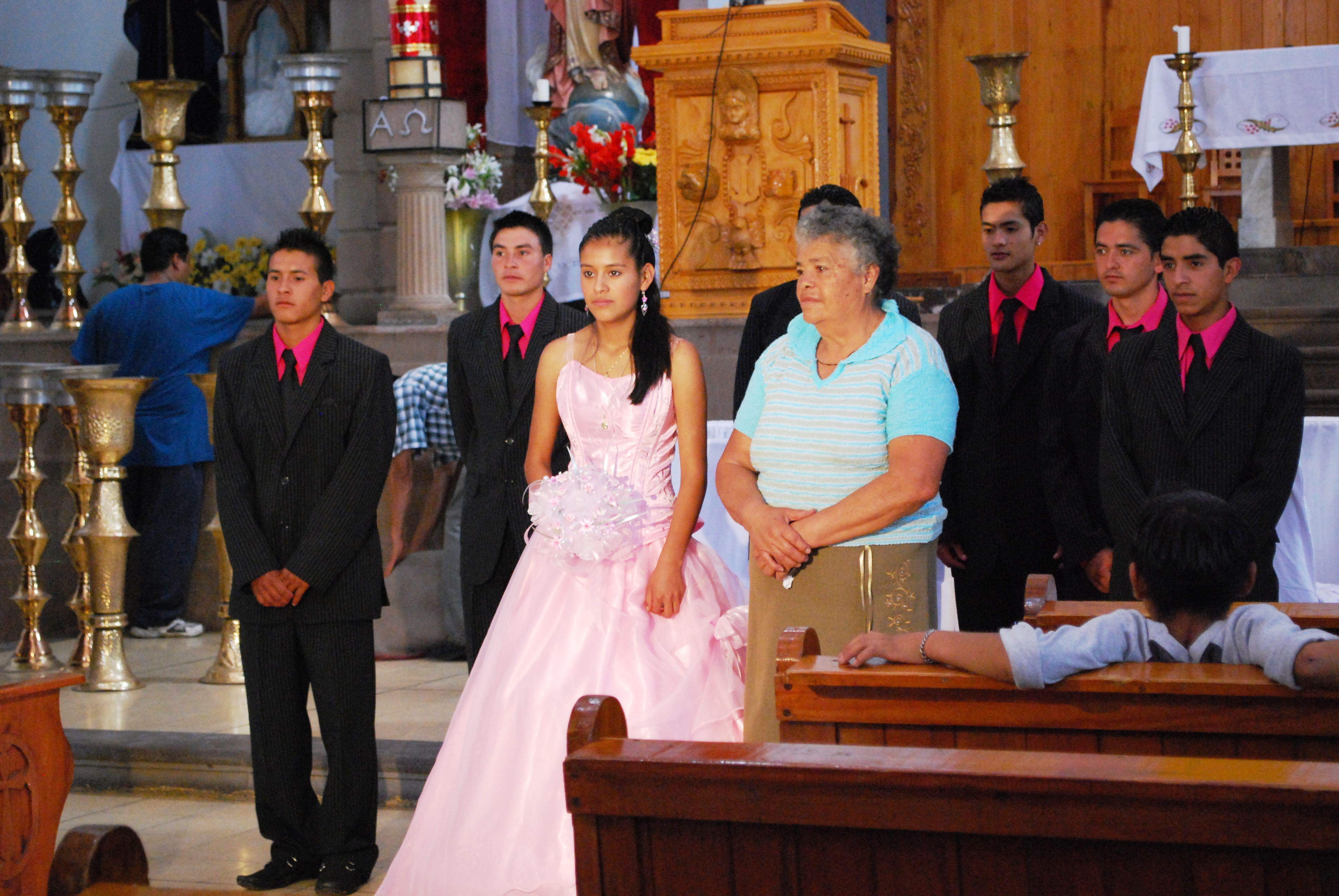
교회에서 진행중인 킨세아녜라 행사

킨세아녜라(Quinceañera)는 라틴계 소녀의 15살 생일을 축하하는 라틴 아메리카의 행사·의식이다. 사전적으로는 "15살"의 여성 명사형과 "15살 소녀"를 뜻한다. 킨스 아뇨스(Quince años)라고도 불린다. 오늘날에는 라틴 아메리카를 넘어 아메리카 대륙 전역에서 흔히 거행된다. 행사를 통해 어린이에서 여성으로 성장했음을 공식적으로 알린다.

## 같이 보기
- 통과 의례
- 견진성사
- 데뷔탕트
- 바르와 바트 미츠바